# Bob Nichols
Bob Nichols – amerykański curler, dwukrotny mistrz świata: z 1974 i 1978.
Nichols zadebiutował na arenie międzynarodowej jako trzeci w zespole Buda Somerville'a na MŚ 1974. Amerykanie z 6 wygranymi i 3 porażkami zakwalifikowali się do fazy play-off. Tam pokonali 3:2 gospodarzy (Peter Attinger Junior). Zdobyli tytuły mistrzowskie po wysokiej wygranej 11:4 nad Szwedami (Jan Ullsten).
Po 4 latach zespół Nicholsa ponownie wygrał mistrzostwa Stanów Zjednoczonych i zagrał na Mistrzostwach Świata 1978. Bob objął w tym sezonie funkcję kapitana ponieważ Somerville przechodził operację serca. Amerykanie grali dobrze i znaleźli się w fazie finałowej, pokonując 6:5 Szwedów (Tom Schaeffer) dostali się do finału. Nichols wygrywając 6:4 przeciwko Norwegii (Kristian Sørum) zdobył swój drugi tytuł mistrzowski. Poprzedni skip powrócił do gry pełniąc tę funkcję jako trzeci. W takim ustawieniu panowie zdobyli srebrne medale na Mistrzostwach Świata 1981, mecz finałowy przeciwko Szwajcarom (Jürg Tanner) zakończył się wynikiem 1:2.
Bob Nichols wystąpił także dwa razy na zimowych igrzyskach olimpijskich, były to czasy kiedy rozgrywano pokazowe turnieje curlingowe. Po raz pierwszy w 1988 zespół z Wisconsin uplasował się na 4. miejscu przegrywając tie-breaker z późniejszym mistrzem Eigilem Ramsfjellem. Po 4 latach Nichols grał jako rezerwowy, Amerykanie wywalczyli brązowe medale, ich wyższość w małym finale musieli uznać Kanadyjczycy (Kevin Martin).

## Drużyna
|           | Czwarty        | Trzeci         | Drugi         | Otwierający   |
| --------- | -------------- | -------------- | ------------- | ------------- |
| 1987/1988 | Bob Nichols    | Bud Somerville | Tom Locken    | Bob Christman |
| 1980/1981 | Bob Nichols    | Bud Somerville | Bob Christman | Bob Buchanan  |
| 1977/1978 | Bob Nichols    | Bill Strum     | Tom Locken    | Bob Christman |
| 1973/1974 | Bud Somerville | Bob Nichols    | Bill Strum    | Tom Locken    |